# Callulops marmoratus
Callulops marmoratus és una espècie de granota que viu a Papua Nova Guinea.